# Lista de finais masculinas juvenis em duplas do Torneio de Wimbledon
Esta é a lista de finais masculinas juvenis em duplas do Torneio de Wimbledon.

## Por ano
| Ano                                                         | Campeões                                  | Vice-campeões                             | Resultado         |
| ----------------------------------------------------------- | ----------------------------------------- | ----------------------------------------- | ----------------- |
| 2024                                                        | Alexander Razeghi Max Schönhaus           | Jan Kumstát Jan Kumstat                   | 7–61, 6–4         |
| 2023                                                        | Jakub Filip Gabriele Vulpitta             | Branko Đurić Arthur Gea                   | 6–3, 6–3          |
| 2022                                                        | Sebastian Gorzny Alex Michelsen           | Gabriel Debru Paul Inchauspé              | 7–65, 6–3         |
| 2021                                                        | Edas Butvilas Alejandro Manzanera Pertusa | Daniel Rincón Abedallah Shelbayh          | 6–3, 6–4          |
| Torneio não realizado em 2020 devido à pandemia de COVID-19 |                                           |                                           |                   |
| 2019                                                        | Jonáš Forejtek Jiří Lehečka               | Liam Draxl Govind Nanda                   | 7–5, 6–4          |
| 2018                                                        | Yankı Erel Otto Virtanen                  | Nicolás Mejía Ondřej Štyler               | 7–65, 6–4         |
| 2017                                                        | Axel Geller Hsu Yu-hsiou                  | Jurij Rodionov Michael Vrbenský           | 6–4, 6–4          |
| 2016                                                        | Kenneth Raisma Stefanos Tsitsipas         | Félix Auger-Aliassime Denis Shapovalov    | 4–6, 6–4, 6–2     |
| 2015                                                        | Lý Hoàng Nam Sumit Nagal                  | Reilly Opelka Akira Santillan             | 7–64, 6–4         |
| 2014                                                        | Orlando Luz Marcelo Zormann               | Stefan Kozlov Andrey Rublev               | 6–4, 3–6, 8–6     |
| 2013                                                        | Thanasi Kokkinakis Nick Kyrgios           | Enzo Couacaud Stefano Napolitano          | 6–2, 6–3          |
| 2012                                                        | Andrew Harris Nick Kyrgios                | Matteo Donati Pietro Licciardi            | 6–2, 6–4          |
| 2011                                                        | George Morgan Mate Pavić                  | Oliver Golding Jiří Veselý                | 3–6, 6–4, 7–5     |
| 2010                                                        | Liam Broady Tom Farquharson               | Lewis Burton George Morgan                | 7–64, 6–4         |
| 2009                                                        | Pierre-Hugues Herbert Kevin Krawietz      | Julien Obry Adrien Puget                  | 36–7, 6–2, 12–10  |
| 2008                                                        | Hsieh Cheng-peng Yang Tsung-hua           | Matt Reid Bernard Tomic                   | 6–4, 2–6, 12–10   |
| 2007                                                        | Daniel Lopez Matteo Trevisan              | Roman Jebavý Martin Kližan                | 7–65, 4–6, [10–8] |
| 2006                                                        | Kellen Damico Nathaniel Schnugg           | Martin Kližan Andrej Martin               | 7–67, 6–2         |
| 2005                                                        | Jesse Levine Michael Shabaz               | Samuel Groth Andrew Kennaugh              | 6–4, 6–1          |
| 2004                                                        | Brendan Evans Scott Oudsema               | Robin Haase Viktor Troicki                | 6–4, 6–4          |
| 2003                                                        | Florin Mergea Horia Tecău                 | Adam Feeney Chris Guccione                | 7–64, 7–5         |
| 2002                                                        | Florin Mergea Horia Tecău                 | Brian Baker Rajeev Ram                    | 6–4, 4–6, 6–4     |
| 2001                                                        | Frank Dancevic Giovanni Lapentti          | Bruno Echagaray Santiago González         | 6–1, 6–4          |
| 2000                                                        | Dominique Coene Kristof Vliegen           | Andrew Banks Benjamin Riby                | 6–3, 1–6, 6–3     |
| 1999                                                        | Guillermo Coria David Nalbandian          | Todor Enev Jarkko Nieminen                | 7–5, 6–4          |
| 1998                                                        | Roger Federer Olivier Rochus              | Michaël Llodra Andy Ram                   | 3–6, 6–4, 7–5     |
| 1997                                                        | Luis Horna Nicolás Massú                  | Jaco van der Westhuizen Wesley Whitehouse | 6–4, 6–2          |
| 1996                                                        | Daniele Bracciali Jocelyn Robichaud       | Damien Roberts Wesley Whitehouse          | 6–2, 6–4          |
| 1995                                                        | Martin Lee James Trotman                  | Alejandro Hernández Mariano Puerta        | 7–62, 6–4         |
| 1994                                                        | Ben Ellwood Mark Philippoussis            | Vladimir Platenik Ricardo Schlachter      | 6–2, 6–4          |
| 1993                                                        | Steven Downs James Greenhalgh             | Neville Godwin Garet Williams             | 66–7, 7–64, 7–5   |
| 1992                                                        | Steven Baldas Scott Draper                | Mahesh Bhupathi Nitin Kirtane             | 6–1, 4–6, 9–7     |
| 1991                                                        | Karim Alami Greg Rusedski                 | John-Laffnie de Jager Andriy Medvedev     | 1–6, 7–64, 6–4    |
| 1990                                                        | Sébastien Lareau Sébastien Leblanc        | Clinton Marsh Marcos Ondruska             | 7–65, 4–6, 6–3    |
| 1989                                                        | Jared Palmer Jonathan Stark               | John-Laffnie de Jager Wayne Ferreira      | 7–64, 7–62        |
| 1988                                                        | Jason Stoltenberg Todd Woodbridge         | Tomáš Anzari David Rikl                   | 6–4, 1–6, 7–5     |
| 1987                                                        | Jason Stoltenberg Todd Woodbridge         | Diego Nargiso Eugenio Rossi               | 6–3, 7–62         |
| 1986                                                        | Tomás Carbonell Petr Korda                | Shane Barr Hubert Karrasch                | 6–1, 6–1          |
| 1985                                                        | Agustín Moreno Jaime Yzaga                | Petr Korda Cyril Suk                      | 7–6–3, 6–4        |
| 1984                                                        | Ricky Brown Robbie Weiss                  | Mark Kratzmann Jonas Svensson             | 1–6, 6–4, 11–9    |
| 1983                                                        | Mark Kratzmann Simon Youl                 | Mihnea-Ion Nastase Olli Rahnasto          | 6–4, 6–4          |
| 1982                                                        | Pat Cash John Frawley                     | Rick Leach John Ross                      | 6–3, 6–4          |